# Alessandro Michieletto
Alessandro Michieletto, né le 5 décembre 2001 à Desenzano del Garda en Italie, est un joueur italien de volley-ball. Il joue réceptionneur-attaquant.

## Palmarès

### Clubs
Ligue des Champions:
- 2021

Supercoupe d'Italie:
- 2021

Championnat du Monde des Clubs:
- 2021

### Équipe nationale
Championnat d'Europe masculin des moins de 19 ans:
- 2018

Festival Olympique de la Jeunesse Européenne:
- 2019

Championnat du Monde masculin des moins de 19 ans:
- 2019[1]

Championnat d'Europe des moins de 21 ans:
- 2020

Championnat d'Europe:
- 2021

Championnat du Monde masculin des moins de 21 ans:
- 2021

### Distinctions individuelles
- 2020: MVP Championnat d'Europe des moins de 21 ans[2]
- 2021: Meilleur réceptionneur-attaquant Championnat d'Europe
- 2021: MVP Championnat du Monde masculin des moins de 21 ans
- 2021: Meilleur réceptionneur-attaquant Championnat du Monde des Clubs